# Jantar Mantar (Deli)
O Jantar Mantar (em hindi: जंतर मंतर) é um antigo observatório astronómico situado no que é atualmente Nova Deli, Índia. É constituído por 13 edifícios que funcionavam como instrumentos astronómicos e é um dos cinco jantar mantares construídos pelo marajá Jai Singh II de Jaipur a partir de 1723. Ao contrário do que se lê numa placa colocada no local em 1910, o monumento não foi concluído em 1710, mas provavelmente em 1724.
O principal objetivo do observatório, como os seus congéneres de Jaipur, Varanasi, Ujjain e Matura, era a compilação de tabelas astronómicas e prever as datas e horas dos movimentos do sol, da lua e planetas, uma tarefa atribuída a Jai Singh pelo imperador mogol Maomé Xá.

## Descrição
Os três principais instrumentos do complexo são:
- Samrat Yantra — ou "Supremo Instrumento" é basicamente um triângulo gigante e relógio de sol. Tem 33,5 metros de altura, 3 metros de espessura e 34,7 metros de comprimento na base. A hipotenusa tem 39 m, é paralela ao eixo da Terra e aponta para o Polo Norte. Em cada um dos lados do triângulo há um quadrante com graduações indicando as horas, minutos e segundos. Quando o edifício foi construído já existiam relógios de sol, mas o Samrat Yantra transformou o relógio de sol num instrumento de precisão para medir a declinação e outras coordenadas relacionados dos objetos celestes.
- Jayaprakash Yantra — consiste em hemisférios escavados com marcações nas suas superfícies côncavas e fios esticados desde o cimo. Desde o seu interior, um observador podia alinhar uma estrela com as marcações.
- Misra Yantra — foi projetado como instrumento para calcular os dias mais longos e mais curtos do ano. Também era usado para determinar o momento exato do meio-dia em várias cidades, independentemente da sua distância de Deli. É a única estrutura do observatório que não foi inventada por Jai Singh.